# La Poza (Chile)
La Poza es una localidad costera del sur de Chile, ubicada en la comuna de Hualaihué, Región de Los Lagos. Según el censo de 2017 tiene 213 habitantes.
Se encuentra en el sur del seno de Reloncaví, próxima a la Carretera Austral, a 7 km al suroeste de Contao por la ruta V-875. Esta última localidad cuenta con el Aeródromo Contao que permite su conectividad aérea con la capital regional, Puerto Montt.
La capilla de La Poza, la Iglesia San Nicolás de Tolentino, data de fines del siglo XIX y fue construida con maderas nativas. En 2017 fue declarada monumento nacional.
Uno de los oficios más destacados en el sector es la construcción de botes y lanchas en astilleros artesanales.